# 하이포아염소산
하이포아염소산(영어: hypochlorous acid, HOCl)은 산소산의 하나로, 분자식은 HOCl이다. 차아염소산이라고도 한다.

## 성질
하이포아염소산은 수용액으로만 존재하며, 빛이나 열에 의해 상당히 불안정하게 되어 발생기 산소를 발생시킨다. 이 산소 라디칼에 의해 강한 산화성을 가지며, 용액 자체나 그 염은 표백·살균제, 소독제로 쓰인다. 진한 용액은 담황색을 띠며, 자극적인 냄새가 난다.

## 제법
염소를 물에 녹인 염소수 중에 다음 반응의 평형 생성물로 존재한다.
{\displaystyle {\ce {Cl2 + H2O <=> HOCl + HCl}}}
또한 산화 수은이나 산화 비스무트의 수용액에 염소를 통과시켜서 얻기도 한다.
위의 평형 반응에서, 역반응 부분인 하이포아염소산과 염산의 반응에 의해 유독한 염소 기체가 발생하므로, 하이포아염소산이 포함된 소독제와 염산이 포함된 약품을 함께 사용해서는 안 된다.

### 소금물을 이용한 제법
차아염소산은 별도의 장치를 이용한다면 물과 소금만으로도 생성할 수 있고 사용시에도 불순물이 발생하지 않는 친환경적인 물질로 이용될 수 있다.

## 상수도에서의 하이포아염소산
상수도에서의 하이포아염소산은 살균력이 오존보다는 못하나, 하이포아염소산 이온(OCl-), 클로라민(NH2Cl, NHCl2)보다는 살균력이 뛰어나다. 하이포아염소산(HOCl), 하이포아염소산 이온(OCl-)를 유리염소라 부르고, 클로라민은 그와 구별해서 결합염소라고 부른다.[3]

## 같이 보기
- 하이포플루오로산